# Юмбо
Юмбо (исп. Yumbo) — город и муниципалитет на западе Колумбии, на территории департамента Валье-дель-Каука. Входит в состав Южного субрегиона.

## История
Поселение, из которого позднее вырос город, было основано в 1536 году. Муниципалитет Юмбо был выделен в отдельную административную единицу в 1864 году.

## Географическое положение

Муниципалитет Юмбо

Город расположен в южной части департамента, в гористой местности Западной Кордильеры, к западу от реки Каука, на расстоянии приблизительно 8 километров к северу от города Кали, административного центра департамента. Абсолютная высота — 991 метр над уровнем моря.
Муниципалитет Юмбо граничит на севере с территорией муниципалитета Вихес, на востоке — с муниципалитетом Пальмира, на юге — с муниципалитетом Кали, на западе — с муниципалитетом Ла-Кумбре. Площадь муниципалитета составляет 227,89 км².

## Население
По данным Национального административного департамента статистики Колумбии, совокупная численность населения города и муниципалитета в 2015 году составляла 117 118 человек.
Динамика численности населения муниципалитета по годам:
| 2005   | 2006   | 2007   | 2008   | 2009    | 2010    | 2011    | 2012    | 2013    | 2014    | 2015    |
| ------ | ------ | ------ | ------ | ------- | ------- | ------- | ------- | ------- | ------- | ------- |
| 92 192 | 94 495 | 96 805 | 99 159 | 101 551 | 104 014 | 106 526 | 109 091 | 111 707 | 114 385 | 117 118 |

Согласно данным переписи 2005 года мужчины составляли 49,5 % от населения Юмбо, женщины — соответственно 50,5 %. В расовом отношении белые и метисы составляли 85,4 % от населения города; негры, мулаты и райсальцы — 14,4 %; индейцы — 0,2 %.
Уровень грамотности среди всего населения составлял 92,6 %.

## Экономика
56,1 % от общего числа городских и муниципальных предприятий составляют предприятия торговой сферы, 27,2 % — предприятия сферы обслуживания, 11,3 % — промышленные предприятия, 5,4 % — предприятия иных отраслей экономики.

## Транспорт
Через город проходит национальное шоссе № 23 (исп. Ruta Nacional 23).